# ندر آلدرلی
ندر آلدرلی (به انگلیسی: Nether Alderley) یک روستا و محله مدنی در بریتانیا است که در چشر شرقی واقع شده‌است. ندر آلدرلی ۶۶۵ نفر جمعیت دارد.